# Géographie électorale

Exemple d'application de la géographie électorale : résultats du parti "Serviteur du Peuple" lors des élections législative en Ukraine en 2019

La géographie électorale est une branche de la géographie, et plus particulièrement de la géographie politique, qui étudie les résultats électoraux d'une région donnée à l'aune de leur distribution spatiale.

## Géographie électorale en France

### Évolution
La géographie politique de la France du XIXe siècle reposait sur une organisation sociale et électorale opposant des centres-villes plutôt bourgeois et administratifs à des banlieues essentiellement ouvrières et industrielles, des régions aux formes de l'habitat concentré ou dispersé avec un poids de la religion catholique variable, organisation résumée dans la formule réductrice « Le granite vote à droite, le calcaire vote à gauche » du sociologue André Siegfried. Cette opposition fondée sur le plan urbain a pu se concrétiser à travers la constitution à la fin du XIXe siècle et son maintien relatif XXIe siècle des « ceintures rouges », villes de banlieue parisienne ou lyonnaise de forte tradition ouvrière votant communiste.
Au XXIe siècle, cette géographie a évolué : on ne vote plus selon la position sociale, le travail et la pratique religieuse mais selon le gradient d'urbanité (distance qui sépare la résidence des électeurs des grands centres urbains). Sous l'effet de l'augmentation des prix immobiliers, les centres-villes sont majoritairement habités par la bourgeoisie intellectuelle des bobos qui votent pour les partis parlementaires traditionnels, les banlieues industrielles et ouvrières se sont à la fois "moyennisées" et tertiarisées de telle sorte que catégories les plus modestes qui votent pour les partis extrémistes habitent majoritairement le périurbain lointain de peuplement lâche. Néanmoins, cette thèse spatiale du gradient d'urbanité est elle-même réductrice car elle ne prend pas en compte l'intégration des habitants dans des collectifs sociaux, les étapes de peuplement des communes, etc.
À l'approche ou à l'issue de chaque scrutin, en particulier après les élections présidentielles, de nombreuses analyses du vote en fonction de la zone géographique sont effectuées, reliées à une analyse sociologique de la population française,,

### Géographie électorale et sociologie
Dans certaines villes, comme à Paris, les politiques du logement, de création de logements sociaux dans des quartiers aisés par des municipalités de gauche, visant à la mixité sociale, est parfois critiquée par des responsables politiques opposés, qui y voient une tentative d'harmoniser les résultats électoraux en favorisant l'intégration dans des secteurs votant traditionnellement à droite de populations plus amenées à voter à gauche.

### Typologie électorale de la France
De façon très schématique, la France est divisée suivant un axe Caen-Montpellier à l'est duquel la droite est majoritaire et à l'ouest duquel la gauche est généralement en tête. Cette appréciation est néanmoins à nuancer : de nombreux particularismes locaux existent (notamment entre villes et campagnes) ; ce rapport fluctue selon la dimension du scrutin (local ou national) ; enfin, cette situation n'est pas figée, avec un Grand Ouest français qui penche de plus en plus à gauche au fil de la Cinquième République, quand dans le même temps le littoral méditerranéen vote de plus en plus à droite. Le Massif central, la Côte d'Azur, la Champagne sont au début du XXIe siècle les principaux fiefs historiques de la droite de gouvernement. Le Grand Sud-Ouest français (Aquitaine, Poitou-Charentes, et surtout Midi-Pyrénées et Limousin) est un bastion de la gauche socialiste.
L'électorat agricole, dont le poids est plus symbolique que réel (entre 1955 et 2000, la part de la population active agricole, familiale et salariée est passée de 31 % à 4,8 % de l'emploi total en France), reste ancré à droite. Selon François Purseigle, sociologue spécialiste du monde agricole, cet électorat marqué par l'isolement, la précarisation et le vieillissement (notamment pour le « rural profond » correspondant à la Diagonale du vide), s'est éclaté entre les différentes familles de droite à la fin du XXe siècle. Le déclin du syndicalisme agricole et sa capacité traditionnelle d'encadrement professionnel s'érode au profit de nouvelles formes de protestation politique et sociale, qui se traduisent par un vote agricole tenté par l'extrême droite.
Le vote centriste est traditionnellement élevé dans les régions chrétiennes (Béarn et pays basque, où il a été à partir des années 1990 amplifié par la présence de François Bayrou, politicien d'envergure nationale ; Alsace, Poitou, Pays de la Loire). 
Le vote Front national est significatif à l'est d'une ligne Le Havre-Saint-Étienne-Carcassonne, avec des percées majeures sur la Côte d'Azur, en Provence, dans le Roussillon, dans le Nord et en Alsace. C'est en Provence-Alpes-Côte d'Azur que le FN a enregistré ses principaux succès.
Le vote communiste est historiquement fort dans les banlieues ouvrières (cf. Ceinture rouge) et campagnes industrielles. De façon plus générale, le vote d'extrême gauche et gauche radicale n'est pas géographiquement le plus ancré : outre des secteurs socialement identifiés (même si cette relation entre ouvriérisme et vote communiste ou radical s'estompe avec la désindustrialisation de la France), il s'articule nettement autour de personnalités emblématiques et localement implantées (Jean-Luc Mélenchon, André Chassaigne par exemple). Certaines zones rurales, comme le Limousin, connaissent des percées de ce vote.
Le vote écologiste est généralement élevé dans les centres urbains (Île-de-France), conforté par la gentrification, la présence de populations de la classe moyenne aisée qu'on a pu qualifier de bobo. Le vote écologiste est néanmoins divers, à l'image de ce mouvement politique en France, partagé entre altermondialistes, anticapitalistes, environnementalistes et libéraux.
En analysant les résultats électoraux de 2002 à 2008, Jean-Benoît Bouron a produit en 2010 une carte de la typologie électorale du territoire français.